# 곽지원
곽지원(1954년 ~ )은 대한민국의 제빵 겸 요리 연구가이다.

## 학력 및 경력
- 남성고등학교 졸업
- 건국대학교 경제학과 학사
- 건국대학교 농축대학원 식품공학과 석사
- 건국대학교 대학원 응용생물화학과 박사
- 고려전문학교 제과제빵과 교수 (현재)